# Fire and Ice (poème)

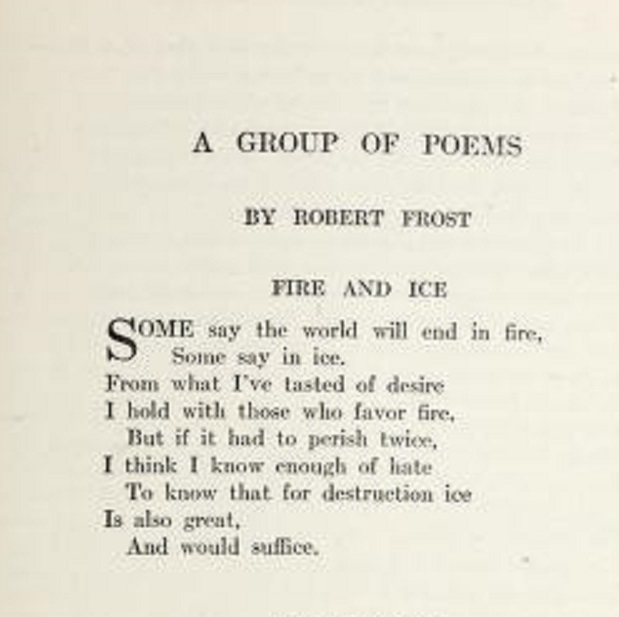
Début du poème “Feu et Glace” de Robert Frost.

Pour les articles homonymes, voir Fire and Ice.
Fire and Ice (« Feu et Glace ») est un poème du poète américain Robert Frost, publié en décembre 1920, dans le magazine Harper’s, et intégré dans son recueil New Hampshire (1923). Il traite de la fin du temps, en comparant le feu au désir et la glace à la haine.

## Texte original
Some say the world will end in fire,

Some say in ice.

From what I’ve tasted of desire

I hold with those who favor fire.

But if it had to perish twice,

I think I know enough of hate

To say that for destruction ice

Is also great

And would suffice.

## Traduction en français
Une traduction de Jean Prévost a été publiée dans le recueil de Roger Asselineau consacré au poète : Robert Frost (Présentation de textes choisis), Paris, Pierre Seghers éditeur, coll. « Poètes d'aujourd'hui » (no 122), 1964, 191 p. , 16 cm  (ISSN 0768-2085).

## Inspiration et influence
- Le poème a été inspiré par un passage en Canto 32 de L’Enfer de Dante, dans lequel les traitres sont submergés dans un lac de glace, jusqu’au cou : « a lake so bound with ice, / It did not look like water, but like a glass... right clear / I saw, where sinners are preserved in ice. »[1],[2].
- Le poème est cité non seulement dans l'œuvre de Stephenie Meyer (tome 3 de sa saga) mais aussi dans le film adapté de son œuvre : Twilight, chapitre III : Hésitation.